# توماس هودجكن
توماس هودجكن (بالإنجليزية: Thomas Hodgkin)‏ (17 أوت، 1798 م - 5 أفريل، 1866 م) كان طبيب بريطانيا وواحدا من أبرز الأطباء في وقته والرائدة في مجال الطب الوقائي. و يعرف الآن بشكل أفضل لكونه أول من شخص لمفومة هودجكين، نوع من الورم اللمفي ومرض دموي. عام 1832 م شهد بداية عمل هودجكين المكثف. كان مزامنًا لتوماس أديسون وريتشارد برايت في مستشفى غاي

## النشأة
وُلد توماس هودجكن في بينتونفيل لعائلة تنتمي لجمعية الأصدقاء الدينية. تلقى تعليمًا خاصًا مع شقيقه جون هودجكن، وشغل في عام 1816 منصب سكرتير خاص لويليام ألين. كان هدفه هو تعلم مهنة العطارة وهي أحد طرق تعلم الطب، ولكن على الرغم من شهرة ألين في هذا المجال لم يحقق مراده. افترقا وذهب هودجكن إلى ابن عمه جون غلايسير في برايتون. ورث ممتلكات من عمه الذي حمل نفس اسمه، وحافظ منذ سن 21 عامًا على درجة من الاستقلال المالي.

## التدريب الطبي والسفر
قُبل هودجكن في سبتمبر عام 1819 في كلية سانت توماس الطبية. حضر دورات الأطباء والجراحين لمدة عام، وحضر محاضراته ولا سيما تلك التي ألقاها استلي كوبر. درس بعد ذلك في جامعة إدنبره، حيث أعجب ببعض المحاضرين مثل أندرو دنكان، وروبرت جيمسون في التاريخ الطبيعي. تحدث أول بحث علمي نشره حول الطحال، وأتى به من دراسات دنكان واستند إلى دراسات صديقه براسي كلارك. أصبح عضوًا في الجمعية الطبية الملكية خلال فترة وجوده كطالب.
ذهب هودجكن إلى فرنسا في عام 1821، حيث تعلم استخدام سماعة الطبيب الذي كان اختراعًا جديدًا لرينيه لينيك. كما درس النهج الإحصائي والسريري الدقيق لبيير تشارلز ألكسندر لويس. أمضى وقته هناك مع المغتربين البريطانيين مثل روبرت نوكس وهيلين ماريا وليامز. حصل على درجة الماجستير في كلية الطب بجامعة إدنبره عن أطروحة تحدث فيها عن آليات الامتصاص الوظيفية في الحيوانات في عام 1823.
التقى هودجكن مع بنجامين ثورب في باريس، وهو مصرفي عمل لصالح روتشيلد في ذلك الوقت، وعانى من مرض السل. أصبح هودجكن طبيبه لفترة من الوقت حتى انتهى من علاجه. أدى ذلك به ليصبح طبيبًا لأبراهام مونتيفيوري صهر ماير أمشيل روتشيلد (زوج ابنته هينريت).
انضم هودجكن إلى الزوجين للسفر في إيطاليا بعد تخرجه من جامعة إدنبره، كان أبراهام مصابًا بمرض السل وبحالة خطيرة (توفي في عام 1824). بقيت الصداقة التي أقامها مع شقيق أبراهام موزس مونتيفيوري مدى الحياة.
بنى هودجكن شبكة علاقات كبيرة في المجتمع الطبي خلال فترة بقاءه الطويلة في باريس من سبتمبر عام 1824 وحتى يونيو عام 1825. كان الأخوان ويليام فريديريك إدواردز وهنري ميل إدواردز طبيبان لهما نظريات مميزة، وبحث هودجكن في أعمالهما في السنوات القليلة التالية. كان أخيل لويس فوفيل أخصائي الأعصاب الذي حاول هودجكن منذ عام 1838 أن يبنى معه نسخة ثانية من مستشفى يورك.

## عمله كمحاضر في سانت توماس
شارك هودجكن لفترة أخرى كطبيب في المشفى عندما طُلب منه في عام 1842 تولي مسؤولية التدريس في مستشفى سانت توماس. تأثرت مشفى سانت توماس سلبًا بشكل كبير بعد انتهاء الإدارة المشتركة بين غايز وسانت توماس في عام 1825. أتى هودجكن ووجد محاضرين مثل مارشال هول وجورج غريغوري، ألقى المحاضرات بنفسه، ثم بدأ مع زملائه بالإضافة إلى تشارلز باركر في سلسلة محاضرات. واستند أيضًا إلى خبرته السابقة لتطوير المتحف وتأسيس مجموعة فحص سريري للإبلاغ عن حالات المرضى. لم تكن النتيجة مرضية بالنسبة له. امتلك هول شعبية كبيرة كمحاضر، واكتسب غريغوري الذي كان محاضرًا في الأمراض الجلدية شهرةً لوضوحه في الشرح. ولكن لم يُطلب من هودجكن مواصلة إلقاء المحاضرات لعام آخر، وانتهى عمله.

## السنوات الأخيرة
تزوج هودجكن في عام 1850 من الأرملة سارة فرانسيس سكايف. لم ينجبا أطفال. وعد هودجكن السيدة مونتيفيوري عند وفاتها في عام 1862 بالسفر مع زوجها في رحلات قادمة. رافق موزس مونتيفيوري إلى فلسطين في عام 1866. أصيب هناك بمرض الزحار وتوفي في 4 أبريل عام 1866 ودُفن في يافا.

## اهتماماته
اهتم هودجكن بإلغاء العبودية والحد من تأثير الاستعمار الغربي على الشعوب الأصلية في جميع أنحاء العالم. دعم جمعية مكافحة العبودية في عشرينيات وثلاثينيات القرن التاسع عشر، ولكن المجتمع اتخذ موقفا مختلفا بشأن التحرر والاستعمار في إفريقيا. رفض في أوائل ثلاثينيات القرن التاسع عشر نشر آرائه. بدأ هودجكن اتخاذ مبادرات متعددة من تلقاء نفسه.

### علم الأعراق البشرية
اهتم هودجكن في كل من علم الإنسان الحيوي والجوانب الثقافية لما يسمى الآن علم الأعراق قبل وجود التخصصات الأكاديمية لها. جمع عينات للشعوب من جميع أنحاء العالم خلال عمله كحارس في متحف. نشر لأول مرة في عام 1827 أفكاره الغنية عن الحضارة، تأسست جمعية الحضارة في لندن بمبادرة عائلية من عائلة هودجكن قبل عدة سنوات. قال هودجكن خلال المساعدة في تأسيس جمعية حماية السكان الأصليين إن اللغات تشكل دليلًا فلسفيًا على أصول الإنسان، وبالتالي يجب الحفاظ عليها في الحالات التي تتعرض فيها لخطر الانقراض، وقد كتب بحثًا حول هذا الموضوع واقترح استبيانًا لجمعية فقه اللغات في 1835.
اعتبر هودجكن اللغة سمة عرقية. حاول في نهاية عام 1838 تشكيل مجتمع فرنسي له نفس أهداف جمعية حماية السكان الأصليين. وأنشأ في عام 1839 الجمعية العرقية في باريس وفقًا لأفكار إدواردز الخاصة. انعكس هذا التطور في عام 1843 عندما أُنشأت جمعية الأعراق البشرية في لندن، والتي اختلفت عن جمعية حماية السكان الأصليين من خلال اهتماماتها العلمية واللغوية وابتعادها عن العمل التبشيري.

## عمله في الطب
تعاون هودجكن مع جوزيف جاكسون ليستر، الذي أعلن في عام 1830 عن مبادئ تصميم المجهر ذو العدسات الأكروماتية. نشر هودجكن وليستر في ذلك الوقت بحثًا عن عينات الأنسجة استنادًا إلى دراسات استخدما فيها مجهر ليستر المبتكر، ودرسا بشكل خاص فرضية الكريات التي طرحها هنري ميلن إدواردز. أنكرا في نتائجهما وجود الكريات في الأنسجة. اختلف إرنست هينريخ فيبر معهما في عام 1830 واستمر نقاشهم لمدة عقد. عانى استخدام المجهر من قلة الثقة لفترة من الزمن، ولكن اعترف علم الأنسجة به كأداة موثوقة بحلول عام 1840. واعتُرف باكتشاف هودجكن وليستر الذي نص على أن الكريات كانت مرئية بصريًا. سُمّي البحث الذي نشره عام 1827 أساس علم الأنسجة الحديث.
وصف هودجكن المرض الذي حمل اسمه «لمفوما هودجكن» أو «داء هودجكن» في عام 1832 في ورقة حملت عنوان «بعض الأشكال المرضية للغدد الماصة والطحال.» سُمّي المرض بعد 33 عامًا على اسمه في وصف الطبيب البريطاني صمويل ويلكس الذي اكتشف المرض مرة أخرى. وهو مرض خبيث يسبب تضخم الأنسجة اللمفاوية والطحال والكبد وينتقل للأنسجة الأخرى. يسمى الشكل الحميد من المرض ورم هودجكن الحميد، في حين يسمى الشكل الخبيث ورم هودجكن الخبيث.
نشر هودجكن محاضراته عن التشريح المرضي ضمن كتاب في عامي 1836 و1840. ونشرت مساهماته الرئيسية في تدريس علم الأمراض في عام 1829 ضمن كتابين مشهورين حملا عنوان: التشريح المرضي للأغشية المصلية والمخاطية، والذي أصبح دراسة كلاسيكية في علم الأمراض الحديث.
كان هودجكن أحد أوائل المدافعين عن الطب الوقائي، حيث نشر كتاب حمل عنوان: وسائل تعزيز الصحة والحفاظ عليها في عام 1841. كان من بين اكتشافاته الأخرى أول وصف لالتهاب الزائدة الدودية الحاد، وشكل الكريات الحمراء في خلايا الدم والتشنج في ألياف العضلات.

## روابط خارجية
- توماس هودجكن على موقع الموسوعة البريطانية (الإنجليزية)